# پل مک‌دانلد
پل مک‌دانلد (به انگلیسی: Paul MacDonald) ورزشکار مرد رشتهٔ قایق‌رانی اهل کشور زلاندنو است. وی در بین سال‌های ‎۱۹۸۴ تا ۱۹۸۸ میلادی در مسابقات بازی‌های المپیک تابستانی در مجموع ۵ مدال، شامل ۳ مدال طلا و ۱ نقره و ۱ برنز را کسب کرد.